# Yan Couto
Yan Bueno Couto (Curitiba, 3 de junho de 2002) é um futebolista brasileiro que atua como lateral-direito. Atualmente joga no Borussia Dortmund.

## Carreira

### Início
Nascido em Curitiba, Paraná, Yan entrou para as categorias de base do Coritiba aos 10 anos. Em 2019, ainda nas categorias de base foi incluído no The Guardian's "Next Generation 2019" como um dos 60 jovens talentos mais promissores do mundo.

### Coritiba

#### 2020
Promovido ao time principal no de 2020, fez sua estreia como profissional no dia 21 de fevereiro, entrou no intervalo do primeiro tempo da vitória por 2–0 sobre o Cianorte, válido pelo Campeonato Paranaense, substituindo Patrick Vieira, que havia se lesionado.
No Coxa Yan atuou apenas por dois jogos, e tão logo se despediu para rumar à Europa, pois, antes mesmo de estrear, havia sido vendido. O atleta chamou a atenção, inicialmente, do Barcelona, mas o Manchester City, de Josep Guardiola, atravessou as negociações e contratou o jogador.
| “                                             | Eu fiquei triste de não ter jogado mais no clube que eu amo, que eu torço desde criança. Mas realizei meu sonho de estrear no profissional, batalhei muito para isso, fiquei muito feliz. Queria ter jogado mais, queria ter jogado o Brasileiro, era o meu projeto, mas futebol é momento, é oportunidade. E como grandes clubes estavam atrás de mim, Barcelona e City, não tinha como recusar. | ” |
| — Yan Couto, sobre sua passagem pelo Coritiba | |   |

### Manchester City
No dia 1 de março de 2020, após ser bastante especulado no Barcelona, Yan assinou um contrato de cinco anos com o Manchester City, sendo concluído dia 1 de julho.

#### 2020–21
Após não conseguir espaço na equipe principal, Yan foi emprestado ao Girona para a disputa da Segunda Divisão Espanhola.

### Girona (primeiro empréstimo)
Estreou pelo Girona no dia 14 de novembro pela 12ª rodada da Segunda Divisão, na derrota por 1–0 para o Mallorca, substituindo Aday Benítez no segundo tempo. Em sua primeira partida como titular, no jogo seguinte contra o Espanyol, deu o passe para Édgar Bárcenas marcar o gol de empate, e cinco minutos depois viu Samu Sáiz converter um pênalti e virar a partida. O Girona venceu por 2–1.
Em 19 de março de 2021, marcou seu primeiro gol pelo Girona na vitória por 2–1 sobre o Las Palmas, na 30ª rodada da Segunda Divisão Espanhola. O lateral voltou a balançar as redes no dia 2 de junho, na vitória por 3–0 sobre o Almería nos play-offs da Segunda Divisão. Ao término do seu empréstimo, realizou 29 partidas pelo Girona e marcou dois gols.

### Braga (empréstimo)

#### 2021–22
Após seu retorno ao City, fez sua estreia em um amistoso no dia 27 de julho, na vitória por 2 a 0 sobre o Preston North End, mas novamente foi emprestado para ganhar rodagem.
Em 21 de agosto de 2021, Yan foi novamente emprestado, mas desta vez ao Braga, de Portugal, até o fim da temporada. Na vitória por 1–0 sobre o Tondela na 23ª rodada da Primeira Liga, entrou no segundo tempo e deu a assistência para o gol da vitória.
Durante sua passagem disputou 42 partidas, fez um gol e distribuiu quatro assistências. Também foi um dos 100 selecionados na pré-lista do Golden Boy de 2022, sendo o único brasileiro na lista.

### Girona (segundo empréstimo)

#### 2022–23
Em 25 de julho de 2022, Yan Couto foi emprestado ao Girona por um período de uma temporada.
No clube catalão, o lateral assumiu a titularidade e fizera, ao todo, 26 jogos. O brasileiro contribuiu diretamente com três gols, sendo duas assistências e um tento.

#### 2023–24
Após destacar-se na temporada anterior, Yan teve seu empréstimo renovado com a equipe da La Liga e fez parte de uma das campanhas mais surpreendentes da equipe em solo espanhol. Até a virada de 2024, o Girona brigava ativamente com o Real Madrid pelo título do Campeonato Espanhol, já que ambos empatavam em número de pontos e se diferenciavam apenas pelo saldo de gols superior do time Merengue. Até esse momento, o sul-americano contava com dois gols e cinco assistências.
Yan terminou a temporada conquistando uma inédita classificação para a Champions League. Ele fez dois gols e oito assistências em 39 jogos e recebeu as primeiras chances na seleção brasileira.

### Borussia Dortmund

#### 2024–25
Em 3 de agosto de 2024, Yan Couto acertou sua ida ao Dortmund. Contratado por 25 milhões de euros para atuar por cinco temporadas, o lateral chega inicialmente por empréstimo devido ao Fair-Play financeiro, mas pertencerá em definitivo ao clube após cinco partidas.

## Seleção Brasileira

### Sub-17
Yan foi titular Absoluto na Seleção Sub-17, jogando 20 partidas e marcando um gol, sendo incluído na lista dos 23 convocados para a disputa da Copa do Mundo Sub-17. Foi campeão da Copa do Mundo Sub-17 de 2019 após vencer a final contra México, por 2–1.

### Sub-20
Foi convocado para dois amistosos de preparação contra o time Sub-23 do Corinthians e o time profissional do Ituano, visando as Eliminatórias Sul-Americanas que servem de qualificação para a Copa do Mundo Sub-20.

### Principal
Yan Couto foi convocado pela primeira vez para Seleção Brasileira principal em 6 de outubro de 2023, na vaga do cortado Vanderson, para jogos das eliminatórias sul-americanas contra Venezuela, no dia 12 de outubro, na Arena Pantanal, e depois em Montevidéu contra o Uruguai, no dia 17. Yan Couto estreou pelo Brasil no jogo contra a Venezuela, entrando aos 49 minutos do segundo tempo.
Em 10 de maio de 2024, foi um dos convocados à Seleção Brasileira par enfrentar México e Estados Unidos, nos dias 8 e 12 de junho, respectivamente, além da Copa América.

## Estatísticas
Atualizadas até 16 de junho de 2021[carece de fontes?]

### Clubes
| Equipe            | Temporada         | Campeonato nacional | Campeonato nacional | Campeonato nacional | Copa nacional[a] | Copa nacional[a] | Copa nacional[a] | Competições continentais[b] | Competições continentais[b] | Competições continentais[b] | Outros torneios[c] | Outros torneios[c] | Outros torneios[c] | Total | Total | Total   |
| Equipe            | Temporada         | Jogos               | Gols                | Assist.             | Jogos            | Gols             | Assist.          | Jogos                       | Gols                        | Assist.                     | Jogos              | Gols               | Assist.            | Jogos | Gols  | Assist. |
| ----------------- | ----------------- | ------------------- | ------------------- | ------------------- | ---------------- | ---------------- | ---------------- | --------------------------- | --------------------------- | --------------------------- | ------------------ | ------------------ | ------------------ | ----- | ----- | ------- |
| Coritiba          | 2020              | —                   | —                   | —                   | —                | —                | —                | —                           | —                           | —                           | 2                  | 0                  | 0                  | 2     | 0     | 0       |
| Coritiba          | Total             | 0                   | 0                   | 0                   | 0                | 0                | 0                | 0                           | 0                           | 0                           | 2                  | 0                  | 0                  | 2     | 0     | 0       |
| Manchester City   | 2020–21           | —                   | —                   | —                   | —                | —                | —                | —                           | —                           | —                           | —                  | —                  | —                  | 0     | 0     | 0       |
| Manchester City   | Total             | 0                   | 0                   | 0                   | 0                | 0                | 0                | 0                           | 0                           | 0                           | 0                  | 0                  | 0                  | 0     | 0     | 0       |
| Girona            | 2020–21           | 26                  | 2                   | 5                   | 3                | 0                | 0                | —                           | —                           | —                           | —                  | —                  | —                  | 29    | 2     | 5       |
| Girona            | 2022–23           | 0                   | 0                   | 0                   | 0                | 0                | 0                | —                           | —                           | —                           | —                  | —                  | —                  | 0     | 0     | 0       |
| Girona            | Total             | 26                  | 2                   | 5                   | 3                | 0                | 0                | 0                           | 0                           | 0                           | 0                  | 0                  | 0                  | 29    | 2     | 5       |
| Braga             | 2021–22           | 28                  | 1                   | 2                   | 5                | 0                | 2                | 9                           | 0                           | 0                           | —                  | —                  | —                  | 42    | 1     | 4       |
| Braga             | Total             | 28                  | 1                   | 2                   | 5                | 0                | 2                | 2                           | 0                           | 0                           | 0                  | 0                  | 0                  | 42    | 1     | 4       |
| Total na carreira | Total na carreira | 54                  | 3                   | 7                   | 8                | 0                | 2                | 2                           | 0                           | 0                           | 0                  | 0                  | 0                  | 73    | 3     | 9       |

- a. ^ Jogos da Taça da Liga e Taça de Portugal
- b. ^  Jogos da Liga Europa
- c. ^  Jogos do Campeonato Paranaense

## Títulos
Seleção Brasileira Sub-17
- Copa do Mundo de Futebol FIFA Sub-17 : 2019[carece de fontes?]

### Prêmios individuais
- 60 jovens promessas do futebol mundial de 2019 (The Guardian)[2]
- 50 melhores revelações do futebol mundial em 2021: 35° lugar (NXGN)[28]